# 安圭洪
安 圭洪（アン・ギュホン、안규홍、1879年4月10日 - 1911年5月5日）は、大韓帝国末期に当時活躍した義兵長である。
1879年に全羅南道宝城郡で生まれ、作男をしている途中義兵部隊である강용언部隊に入って行った。その後、강용언が彼の暴政を見るに耐えない部下義兵に殺害され、1908年4月義兵長に推戴された。
以後解散軍人を受け入れ、26回日本軍と戦って勝利し、日本人と腐敗官吏、悪質富豪の金を奪って農民に配った。
しかし日本軍の南韓大討伐作戦で部隊解散後故郷に帰っている途中日本軍に逮捕され1911年殉国した。
1963年に建国勲章国民章が追贈された。